# Paul Delaroche

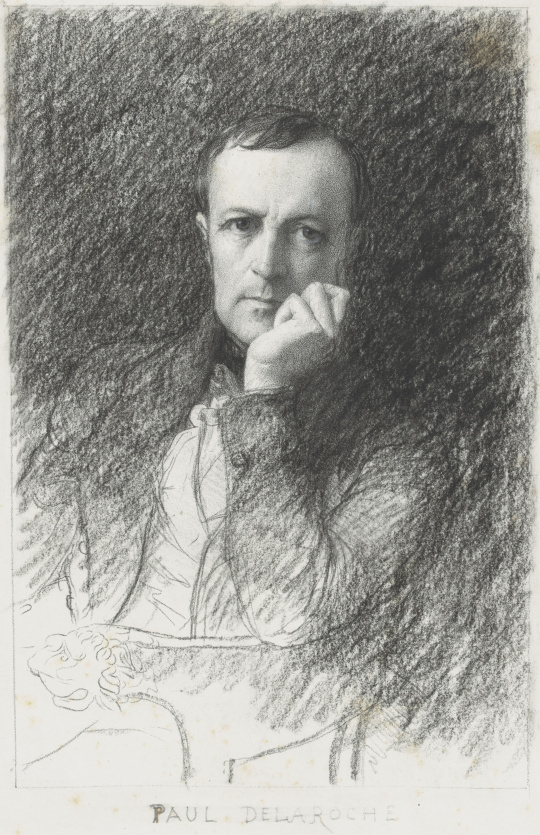
Autorretrato de Paul Delaroche.

Hippolyte Delaroche (París, 17 de julio de 1797-París, 4 de noviembre de 1859), conocido como Paul Delaroche, fue un pintor francés romántico de la primera mitad del siglo XIX. Pintor de retratos y de cuadros de historia, alumno de Gros, Delaroche fue profesor de la Escuela Superior de Bellas Artes, de París, en 1832, donde enseñó a numerosos pintores entre los que se hallan: Antigna, Boulanger, Gérôme, Landelle, etc.. En 1835 se casó con la única hija del pintor Horace Vernet, Anne Louise, que falleció en 1845.

## Estilo

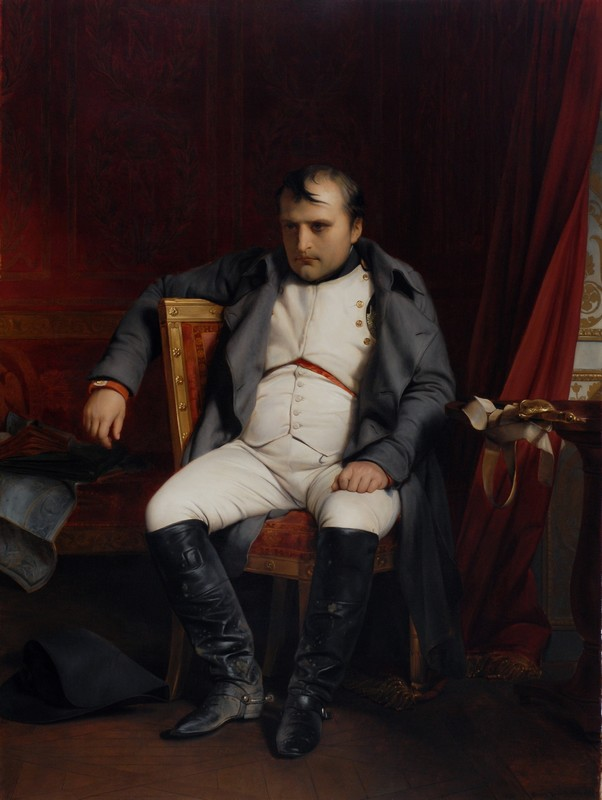
Napoleón la víspera de su primera abdicación en Fontainebleau; representación de Delaroche, recreando el momento dramático.

La obra historicista de Delaroche muestra más atención al realismo de la expresión que a la fidelidad a la situación o a la verosimilitud de los objetos representados. Por ejemplo, en su cuadro: Napoleón en la víspera de su primera abdicación, el 4 de abril de 1814 (Museo de Artes Plásticas de Leipzig), Delaroche relata treinta años después del suceso, la desesperación y el sentimiento de frustración sentido por el personaje al final de su vida. Asimismo, parte de la crítica resalta la selección de escenas, más que su técnica pictórica y anotan que las escenas de Delaroche representan, con vivo realismo, el momento álgido en que los personajes, en el papel de actores, se muestran como si de una tragedia se tratase.
En las décadas de 1830 y 1840 los monumentales lienzos historicistas estaban de moda en París. Nadie como Delaroche dejaba tan impresionado al público, que hablaba de sus mastodónticas obras años antes de estar completadas. El Oxford Dictionary of Art las describe como "hollywoodienses", y es que, al igual que una superproducción, un delaroche estaba planificado al milímetro para proporcionar espectáculo y conmover al espectador. Pura escenografía teatral, guiños a clichés compositivos (pintó Juana de Arco como una escena de la Anunciación) y un verismo en los detalles que dejaba a todos boquiabiertos (véase la paja sobre la que caerá la cabeza en La ejecución de Lady Jane Grey).
Un gran espectáculo precisa un gran protagonista, y el pintor encontró un filón en los dramas de nobles y testas coronadas de Inglaterra: el destronado y ejecutado Carlos I, los encarcelados y desaparecidos hijos de Eduardo IV...No era una elección casual. Por un lado, la anglofilia era el último grito en París, merced al tridente Shakespeare, Walter Scott y Lord Byron. Por otro lado, las desgracias de los de sangre azul -católicos o protestantes- tenían impacto entre los franceses de la restauración borbónica, en cuyos oídos aún silbaba la guillotina descendiendo hacia Luis XVI y María Antonieta.